# Alphonsea hortensis
Alphonsea hortensis är en kirimojaväxtart som beskrevs av H. Huber. Alphonsea hortensis ingår i släktet Alphonsea och familjen kirimojaväxter. Inga underarter finns listade i Catalogue of Life.